# La Paix maintenant (association française)
Pour les articles homonymes, voir La Paix maintenant (homonymie).
 (décembre 2012).
Si vous disposez d'ouvrages ou d'articles de référence ou si vous connaissez des sites web de qualité traitant du thème abordé ici, merci de compléter l'article en donnant les références utiles à sa vérifiabilité et en les liant à la section « Notes et références ».
La Paix maintenant, anciennement nommée Les amis de Shalom Archav, est une association française qui se définit comme proche et inspirée du mouvement israélien Shalom Archav. Elle se donne pour vocation de promouvoir et soutenir les actions de ce mouvement et de les faire connaître en France.

## Principes
L’association française La Paix Maintenant a pour vocation de promouvoir et soutenir les actions du mouvement israélien Shalom Archav (La Paix maintenant), et de les faire connaître en France.
Elle a aussi pour vocation de soutenir et de faire connaître en France les initiatives de paix israélo-palestiniennes, comme l'Initiative de Genève et la plate-forme Ayalon-Nusseibeh, The People's Voice. Elle s’adresse à toutes les organisations et partis démocratiques.
Attachée inconditionnellement à l’existence de l’État juif, cette association affirme la nécessité impérative d’aboutir à une solution de compromis avec les Palestiniens et le monde arabe, pour en finir avec le conflit qui déchire la région.
Parallèlement, l’association veut avoir une action citoyenne. Elle s’oppose à toute importation de ce conflit en France, et aux tensions inter-communautaires qui pourraient en résulter. Elle veille à maintenir un espace de dialogue entre les communautés juive et arabo-musulmane. Elle anime aussi un site internet informationnel.
Un compromis équitable pour la paix :
- reconnaissance du droit à l'existence d'Israël et de l'État palestinien dans des frontières sûres
- partage de la terre entre les deux États selon le tracé de la Ligne verte
- partage de souveraineté sur Jérusalem
- démantèlement des colonies israéliennes de Cisjordanie et de Gaza
- retour des réfugiés palestiniens sur le territoire de l’État palestinien.

Le large écho rencontré par son action est la preuve que l’association répond à une forte attente, de tous ceux qui n’acceptent ni les condamnations unilatérales d’Israël, ni le soutien inconditionnel aux actions de son gouvernement. La solution à deux États préconisée par l'association semble toutefois de moins en moins réalisable au regard de l'évolution du conflit (expansion des colonies, destruction de Gaza, accentuation de l'occupation de la Cisjordanie). Depuis l'adoption en 2018 d'une nouvelle loi constitutionnelle, intitulée Israël, État nation du peuple juif, le caractère juif de cet État est devenu premier par rapport à son caractère démocratique. Au regard de ces évolutions, un nombre croissant d'acteurs plaident pour un État binational.

## Comité de parrainage
- Élisabeth Badinter, philosophe
- Henry Bulawko, membre du Comité directeur du Conseil représentatif des institutions juives de France (CRIF)
- Monique Canto-Sperber, philosophe
- Denis Charbit, professeur à l'université de Tel-Aviv
- Michel Dreyfus-Schmidt, sénateur
- Josy Eisenberg, rabbin
- Daniel Farhi, rabbin
- Gabriel Farhi, rabbin
- Alain Finkielkraut, philosophe
- Élisabeth de Fontenay, philosophe
- Ilan Greilsammer, professeur à l'université Bar-Ilan
- Théo Klein, avocat, président d’honneur du CRIF
- Janine et Lucien Lazare, historiens
- Albert Memmi, écrivain
- Freddy Raphaël, sociologue
- Paul Ricœur, philosophe (décédé en 2005)
- Claude Sitbon, écrivain
- Pierre-André Taguieff, sociologue
- André Wormser, membre du comité directeur du CRIF, (décédé le 3 avril 2008)
- Michel Zaoui, avocat, membre du comité directeur du CRIF

## Condamnation pour diffamation envers CAPJPO-Europalestine
Le 7 juin 2005, faisant suite à un procès entamé le 19 avril 2005, Fabien Chemla, responsable du site lapaixmaintenant.org de l'association La paix maintenant, est condamné au versement de 1 500 € d'amende, de 1 500 € de dommages-intérêts, au paiement des frais judiciaires et à la publication du jugement sur le site, à l'association CAPJPO-EuroPalestine pour diffamation. L'article incriminé imputait à cette association une implication dans des agressions commises le 22 mars 2003 contre des militants du mouvement de jeunesse sioniste Hashomer Hatzaïr, en marge de l'une des manifestations à Paris contre la guerre en Irak.